# Ouled Moussa
Ouled Moussa (ولاد موسى en arabe algérien, Ath Musa en kabyle transcrit par ⴰⵜ ⵎⵓⵙⴰ en Tifinagh et Saint-Pierre-Saint-Paul pendant la colonisation française) est une commune de la wilaya de Boumerdès, dans la daïra de Khemis El Khechna, en Algérie.

## Géographie
La ville est située à 32 km au sud-est d'Alger. Son territoire s'étend de Ouled El Hadj à l'ouest jusqu'aux monts de Bouzegza. Il est traversé par trois oueds : l'Oued Guerbaa, l'Oued Ben Rabah et l'Oued Sidi Salem[Qui ?].

## Situation
La commune se situe au sud de la wilaya de d'Alger et dépend de la daïra de Khemis El Khechna.
| Khemis El Khechna | Ouled Heddadj | Boudouaou    |
| Khemis El Khechna | Ouled Moussa  | Boudouaou    |
| Khemis El Khechna | Larbatache    | El Kharrouba |

## Histoire
Avant 1830, le territoire de la commune faisait partie de celui des Khachnas[Qui ?], dans la circonscription de Dar Essoltan. Son nom est Koubat Sidi Slimane qui est transformé par les colons en Saint-Pierre-Saint-Paul[réf. nécessaire]. Les deux villages de Saint-Pierre (sur l'Haouch Salem) et Saint-Paul (sur l'Haouch Ouled Moussa) sont créés par un décret de Napoléon III en date du 18 décembre 1858.
En plus de la population locale, et les Pieds-Noirs, la région a connu plusieurs vagues d'immigration intérieure pour des raisons économiques lors du développement de l'agriculture. Après l'indépendance en 1962, la caserne militaire française est convertie en logements pour l'arrivée des nouvelles familles venues de Bouzegza Keddara, Larbatache et Palestro[réf. nécessaire]. La proximité de la commune avec la zone industrielle de Rouiba-Reghaia a entrainé une profonde transformation de cette ville de l'Algérois et un important développement démographique[réf. nécessaire].

## Économie
Ouled Moussa de par ses territoires constitue l'extension naturelle de la plaine de la Mitidja, cela lui confère depuis toujours une vocation agricole de premier ordre.
Par la suite, la commune se tourne vers le domaine industriel avec l'installation d'une zone d'activité mais aussi commercial avec l'ouverture de points de vente à échelle régionale.

## Services publics et société

### Infrastructures

#### Réseau routier
La commune est bien desservi par sa situation géographique, au nord l'accès à la route n°5 se fait à travers la commune limitrophe de Ouled Haddadj; au sud la rocade Boudouaou-Zéralda passe par le territoire de la commune, ainsi que l'accès à l'autoroute A1.

### Santé
La ville abrite un établissement de santé de proximité.

### Éducation

#### Enseignement fondamentale et secondaire
Ayant une haute densité de population, la commune dispose d'écoles primaires, collèges et lycées.

#### Enseignement professionnelle
La commune abrite deux centres de formation professionnelle spécialisé dénommé chacun Mohamed Halimi et Echahid Boukehal El Hadi.

### Jeunesse et sport
La commune est représentée en football par l'Espérance Riadhi Baladiat Ouled Moussa, abrégé en ERBOM. L'équipe évolue au niveau du stade communal.
La commune possède une piscine couverte de proximité située à côté de la maison de jeunes.

## Personnalités nées à Ouled Moussa
- Abderrahmane Adjerid.